# ぢ

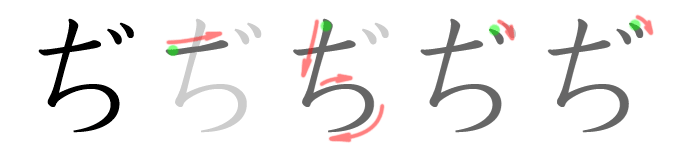
「ぢ」の筆順

「ヂ」の筆順

ぢ、ヂは、仮名のひとつであり、ち、チに濁点をつけた文字である。四つ仮名の一つ。 日本語の音節のひとつとして用いられ、1モーラを形成する。

## 日本語における発音
- 現代標準語の音韻: 1子音と1母音「い」から成る音。語頭や促音・撥音の後で舌の前部を上歯茎の後ろに付けて、離すときに、狭い隙間を作って摩擦した音を出す有声歯茎硬口蓋破擦音、すなわち「ち」の有声化音。または語中においては舌の前部を上歯茎の後ろから硬口蓋近くの範囲に付けずに近づけて、隙間から声を摩擦させて通すときに出る有声歯茎硬口蓋摩擦音、すなわち「し」の子音の有声音である。これら2つの「ぢ」の発音は、一般に日本語の話者にはほとんど聞き分けられず、意味上の差異はない。大体において破擦音は語頭、撥音の後ろで現れ、摩擦音は語中で現れる。
- 上代には舌先の破裂音を子音とする /di/ であったと考えられるが、室町時代末には口蓋化した摩擦音を伴う /dʒi/ に転じていた。江戸時代に入ると「ぢ」（/dʒi/）と「じ」（/ʒi/）の発音上の区別が失われ、仮名遣いの混乱を生じるようになった。拗音の場合も同様である[1]。
- 「ぢ」は「じ」と同じ発音であり、現代標準語では「ぢ」と「じ」を音の上で区別しない。現代仮名遣いでは例外を除いて「ぢ」で書かれてきたものをすべて「じ」で書く。例外として同音の連呼によって生じている場合（「ちぢむ」「ちぢれる」など）もしくは二語の連合によって生じている場合（「はなぢ」「そこぢから」など）には「ぢ」を用いることとされ、現代語の一般的意識では二語に分解しにくい語については「じ」を本則としつつ「ぢ」も可としている（「世界中」など）[2]。
- 有声歯茎硬口蓋摩擦音[ʑ]・有声歯茎硬口蓋破擦音[d͡ʑ]または国際音声記号では有声後部歯茎摩擦音[ʒ]・有声後部歯茎破擦音[d͡ʒ]で記述される。どちらかといえば[ʑ, d͡ʑ]が近く、[ʒ, d͡ʒ]で表される場合でも英語のvisionなどの s や j とは異なっている。濁音も「ち」同様、調音点が異なっている。「だ、で、ど」と同じ調音点で発音すると/di/となる。こちらも中世以降日本語から消えていた音であり、近代になって外来語などのなかで復活した（現在は、「でぃ」「ディ」又は、「じ」「ジ」等と表記される事が多い。）。
  - この外来語表記事例として前者は、三菱地所が古くから保有していたオフィスビルの名称（丸ノ内ビルヂング、大名古屋ビルヂング）や旧ヂーゼル機器（現ボッシュ日本法人）などがあり、後者は戦前までのラジオの表記「ラヂオ」、「ラヂウム」や「イリヂウム」[3]、「ヂステンパー」、「エンヂン」などがある。
- 発音： ぢ[ヘルプ/ファイル]

## ぢ に関わる諸事項
一般的な「ぢ」と「じ」の使い分けについては、四つ仮名を参照。
- 痔を平仮名で「ぢ」と表記することがある。痔薬販売会社のヒサヤ大黒堂がシンボルマークを歴史的仮名遣いで「ぢ」としていることから広まったものである。ヒサヤ大黒堂のほか、痔治療薬「レンシン」（指定第2類医薬品、レンシン製薬[4]）がこの文字を広告用のぼりなどで使用している。
- 「地面」や「地震」は歴史的仮名遣いでは「ぢ～」と書くが[5]、現代仮名遣いではこれらの「ぢ」は「二語の連合によって生じている場合」に当たらないと考えたため「じ」と書くこととなった。
- 「ち」が濁音化し「ぢ」と表記される地名がある。
  - 小千谷（新潟県） → おぢや
  - 三軒茶屋（東京都世田谷区） → さんげんぢゃや
- 朝鮮料理のチヂミ は、朝鮮語だが「ヂ」が使用される。同様に朝鮮語を日本語表記する場合には「ぢ」を使用することも多い。
- 漫画で時々、「○○ぢゃねーか！」といったセリフ表記がみられるが、この表記方法は歴史的仮名遣いでは正しいもので、実際に大正時代から太平洋戦争前の昭和期に発表された漫画や小説の中では、ごく普通に使われていた。
- 上述のように近代以降、外来語の表記として用いられた。原語が/di/でない例には、ジャーナリズム(journalism)など英語のJ音(音価/dʒ/)に対して用いたものがある。フランス語等のJ音(/ʒ/)が「ジ」本来の、「シ」の濁った音(歴史的に「ヂ」と合流する前の古い音)の子音に近いのに対し、英語のJ音は「ヂ」の子音に近い。また、ベンジン(benzine)など、原語が/di/や/dʒi/と発音しない語であっても「ヂ」を当ててきた例もある。
  - 雑誌「大映ヂャーナル」（戦後の映画雑誌）
  - エステーから発売されているシミ取り剤に「アルプスベンヂン」がある[6] 。また、大和薬品工業[7]から発売されている布のシミ取り剤に「ダイワ Aベンヂン」がある。